# Pristinailurus bristoli
Il panda minore degli Appalachi (Pristinailurus bristoli) è un mammifero carnivoro estinto, appartenente agli ailuridi. Visse nel Miocene superiore / Pliocene inferiore (circa 7 - 5 milioni di anni fa) e i suoi resti fossili sono stati ritrovati in Nordamerica. 

## Descrizione
Una delle caratteristiche più evidenti dello scheletro sono le dimensioni più grandi di Pristinailurus rispetto ad Ailurus, il panda minore attuale. Anche se più o meno della stessa lunghezza, la zampa anteriore di Pristinailurus è più robusta rispetto a quella di Ailurus. Inoltre, sia il femore sia la tibia sono del 10-15% più lunghi di quelli di Ailurus, con la conseguenza che gli arti posteriori sono notevolmente più lunghi di quelli anteriori. Sulla base del diametro dell'omero, Pristinailurus probabilmente pesava tra gli 8 e i 10 kg, mentre Ailurus pesa solitamente circa 5 kg. Inoltre, le differenze nelle proporzioni suggeriscono uno stile di vita diverso da quello della forma vivente.
Come l'europeo Simocyon, Pristinailurus possiede un sesamoide radiale modificato, o "falso pollice", che veniva probabilmente usato per l'arrampicata. Se Simocyon è davvero un ailuride basale, si suppone che tutti (o almeno la maggior parte) dei suoi discendenti possiedano questo adattamento unico; tuttavia, il  "falso pollice" di Pristinailurus rivela una sorprendente stranezza. Anche se presente, il sesamoide radiale è quasi identico per dimensioni a quello di Ailurus (se non addirittura leggermente più piccolo), un animale quasi della metà del peso (Wallace, 2011).
A differenza di Ailurus, il cranio di Pristinailurus non è così a cupola o rigonfio, manca una cresta sagittale, e il muso è relativamente lungo. La dentatura superiore è piuttosto interessante in quanto i canini sono piccoli per un carnivoro. Tuttavia, gli incisivi sono ancora abbastanza grandi come in Parailurus, ma non in Ailurus. I premolari superiori rimangono semplici e non hanno le cuspidi accessorie di taxa più derivati. Inoltre, il quarto premolare superiore è più lungo che largo, come in Parailurus, ma a differenza Ailurus, presenta invece un quarto premolare molto molariforme (più largo che lungo). Come il primo molare superiore, il secondo superiore è semplice e manca di molte delle cuspidi accessorie, ma presenta un ipocono ben sviluppato ed espanso.
Nel complesso, la mandibola di Pristinailurus è sorprendentemente simile a quelle di Parailurus e Ailurus. In particolare, il processo angolare è allargato, e chiaramente si estende oltre il condilo mandibolare come in Parailurus e Ailurus. Il margine anteriore del processo coronoide è più prominente che in Simocyon, ma non tanto quanto in Parailurus o Ailurus. Gli incisivi sono più grandi di quelli di Ailurus. Come il superiore, il canino inferiore presenta la tipica scanalatura laterale degli ailuridi. Tutti i premolari tranne p1 sono a radice doppia, come in Parailurus e Ailurus; tuttavia, p1 e p3 sono piccoli e presentano solo una singola cuspide primaria come in Simocyon. Il p4 è anch'esso piccolo, ma non contiene più cuspidi; tuttavia, come Simocyon, ma a differenza di Parailurus e Ailurus, manca un paraconide. I molari inferiori sono quasi identici a quelli di Ailurus, comprese tutte le cuspidi accessorie e i talonidi ingranditi, ma sembrano essere molto meno specializzati di quelli di Parailurus. È interessante notare che m1 presenta un leggero cingolo labiale, che è più sviluppato rispetto al corrispondente molare di Ailurus, ma non così sviluppato come quelli in alcuni esemplari di Parailurus. Anche se fortemente usurato, vi è evidenza di piccole merlature / cuspidi su entrambi i molari, che sembrano essere più sviluppate che in Ailurus. Nel complesso, la dentatura inferiore presenta una combinazione di caratteri primitivi e derivati. Chiaramente, il dentale è più simile a quello di Ailurus e Parailurus che a quello di Simocyon, ma non è derivato quanto quello del primo (Wallace, 2011).

## Classificazione
Pristinailurus bristoli venne descritto per la prima volta nel 2004, sulla base di un molare ritrovato nel sito Grey in Tennessee. In seguito vennero ritrovati altri resti, tra i quali uno scheletro quasi completo nel 2008, che permise una ricostruzione e una classificazione adeguata. L'analisi filogenetica dei caratteri dei denti indica che Pristinailurus potrebbe essere strettamente imparentato con Ailurus e Parailurus, ma comunque al di fuori del clade Ailurinae. In ogni caso, Pristinailurus sembrerebbe essere più strettamente legato a questi ultimi che ai Simocyoninae (Wallace e Wang, 2004). 

## Paleobiologia
La dimensione relativa del sesamoide radiale, unita alle proporzioni differenti di zampe anteriori e posteriori, sembra suggerire che Pristinailurus utilizzasse di meno il "falso pollice" per arrampicarsi, e forse passava più tempo sul terreno. Ciò è ulteriormente corroborato da un indice brachiale simile a quello di Simocyon e altri mammiferi semi-arboricoli, rispetto a quella dell'arboricolo Ailurus. Inoltre, i rapporti tra le ossa delle zampe anteriori e di quelle posteriori sono più simili a quelle dei carnivori terrestri, piuttosto che a quelli arboricoli. Tuttavia ciò non sorprende, considerando la dentatura di Pristinailurus, che suggerisce una dieta più versatile rispetto a quella di Ailurus (Wallace, 2011).
Non vi sono prove per l'esistenza di bambù (l'attuale fonte di cibo del panda minore) nel sito fossile Grey. Tuttavia Wallace & Wang (2004) hanno notato che la canna di fiume Arundinaria (un membro della famiglia del bambù) è presente in Tennessee attualmente, e hanno suggerito che un parente stretto di questa pianta può essere stato più diffuso quando esisteva Pristinailurus.